# Penicillifera apicalis
Penicillifera apicalis är en fjärilsart som beskrevs av Walker 1862. Penicillifera apicalis ingår i släktet Penicillifera och familjen silkesspinnare. Inga underarter finns listade i Catalogue of Life.

## Bildgalleri

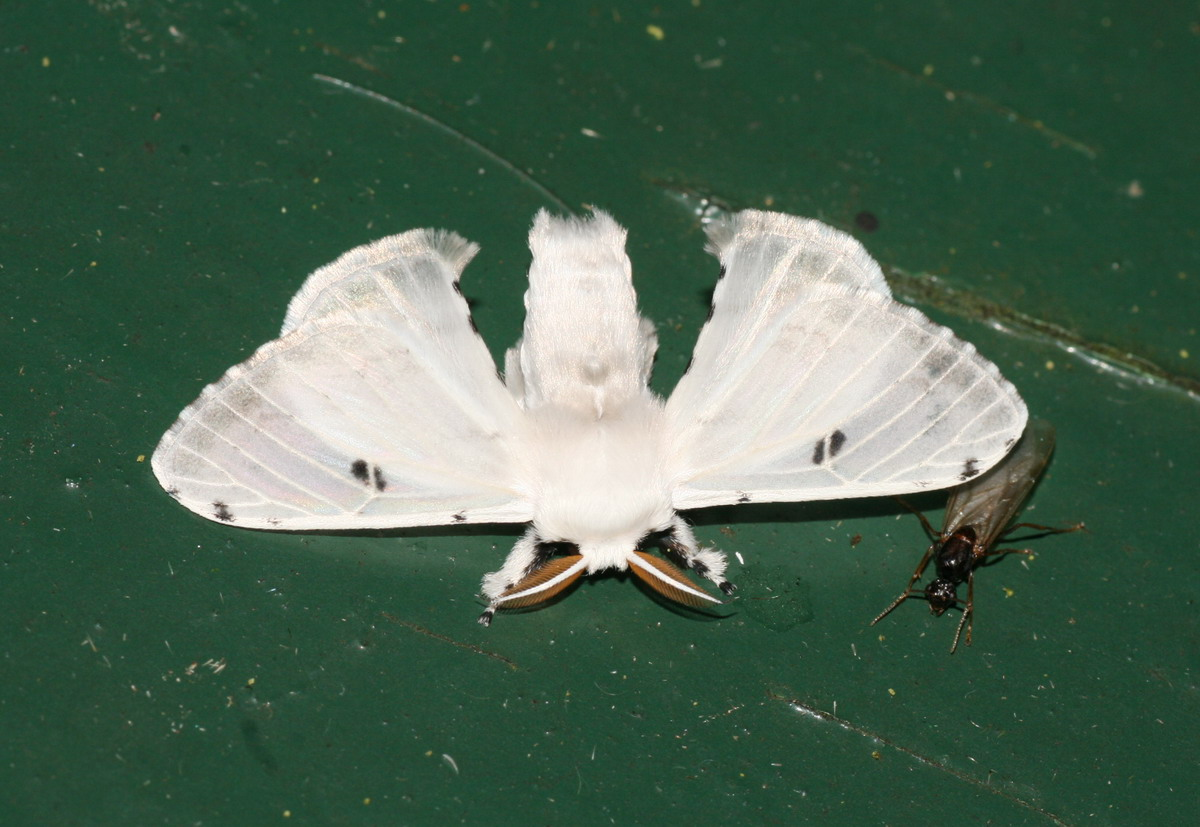